# Exoprosopa aureola
Exoprosopa aureola är en tvåvingeart som beskrevs av Francois 1967. Exoprosopa aureola ingår i släktet Exoprosopa och familjen svävflugor.
Artens utbredningsområde är Senegal. Inga underarter finns listade i Catalogue of Life.